# Nili Patera

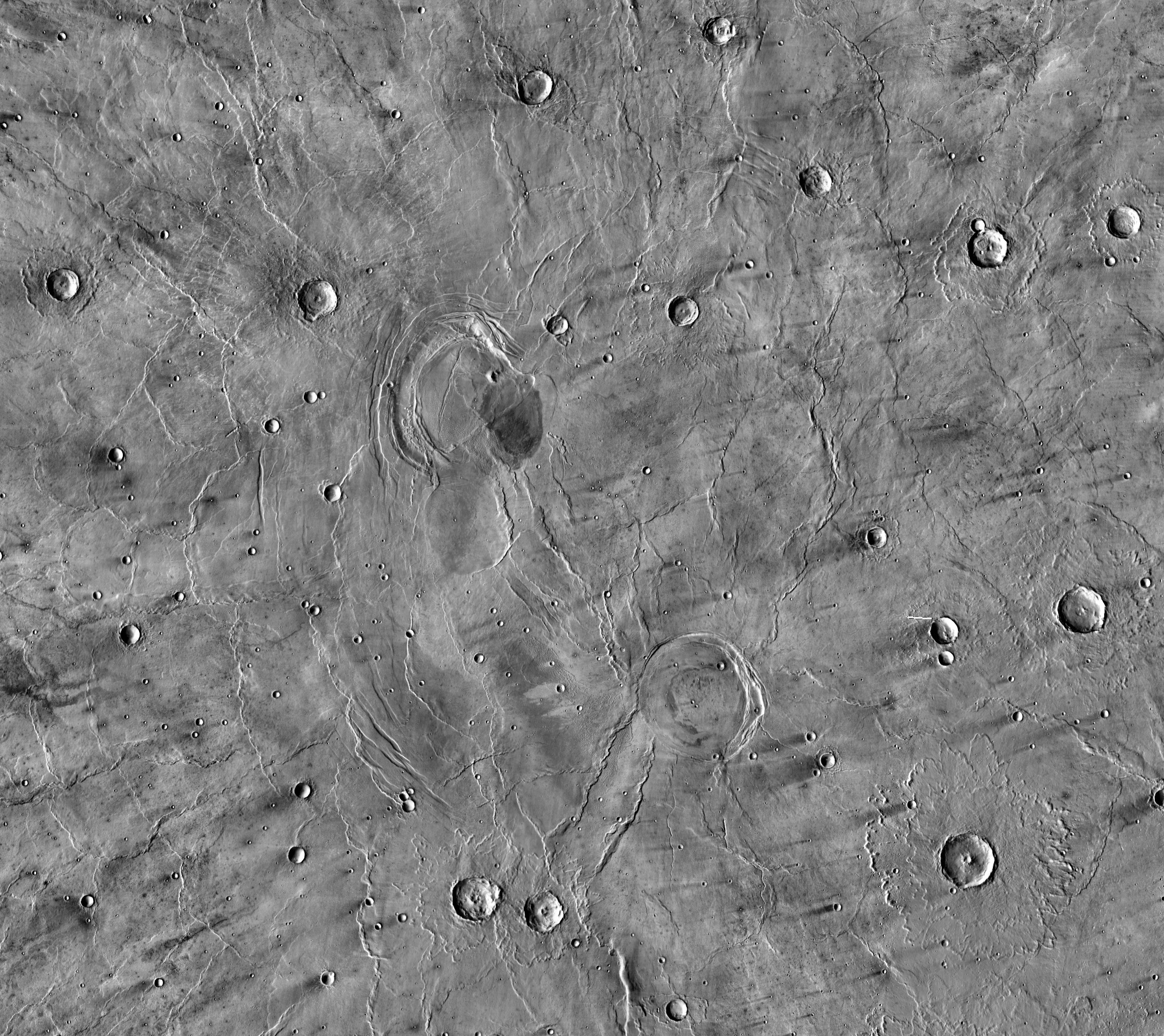
2001 Mars Odyssey THEMIS journée mosaïque d'images infrarouge montrant Nili Patera (en haut à gauche du centre) et Meroe Patera (en bas à droite).

Nili Patera est une caldeira de Syrtis Major, un volcan bouclier de la planète Mars dans la région de Syrtis Major Planum.

## Géographie et géologie
Ce cratère, à la fois la plus grande et la plus récente des deux caldeiras actuellement visibles sur ce volcan, mesure 70 km et est situé par 8,9° N et 67,0° E, au nord-ouest de Meroe Patera.
La cavité est environ 1 à 2 km en contrebas du plateau environnant, et contient de la dacite en plus du basalte.

### Articles liés
- Géologie de la planète Mars
- Échelle des temps géologiques martiens